# 所感派
所感派（しょかんは）とは、日本共産党が1950年（昭和25年）以降に内部分裂した際の党内派閥の主流派。徳田球一・野坂参三・志田重男・伊藤律らの属した親中派。当初は米軍解放軍規定・平和革命論に対する欧州共産党情報局の批判に反論したが、中国共産党の人民日報による批判を受け、日本国内で暴力革命路線を推進した。しかし、革命を理由としたテロ行為で世論の支持を失い、1952年の衆議院選挙で議員全員が落選する事態を招いた。党内の対立少数派閥として宮本顕治らの国際派や野田弥三郎らの日本共産党国際主義者団などがある。

## 派閥と北京機関の設置
1950年（昭和25年）1月6日、コミンフォルム（欧州共産党情報局、共産党国際情報局）の同日付機関誌『恒久平和のために人民民主主義のために!』において発表された論文「日本の情勢について」で、日本共産党政治局員である野坂参三の日本占領軍に対する“解放軍”定義や占領下における平和革命論が批判された。これは同年6月に金日成に打診されて朝鮮戦争を始める際に韓国を陥落させる上で、日本共産党のこれらの路線が邪魔になると判断したヨシフ・スターリンの意向に沿うものであった。
日本共産党政治局は一週間後の1月12日、論文『“日本の情勢について”に関する所感』を発表して反論した。所感派という名称はこの論文名に由来する。党内は欧州共産党情報局からの批判を受け入れるかどうかで意見が分かれ、コミンフォルムの批判に反論した「所感」に賛同する者は「所感派」、コミンフォルムの批判を容認する者は「国際派」などと呼ばれた。しかし、コミンフォルムに続いて、17日に中国共産党も日本共産党を批判したことから、党内は批判を受け入れるかどうかで意見が分かれた。中国共産党による批判を受けて、所感派は第18回拡大中央委員会を開いて、ソ連率いる国際的な共産党陣営からの批判を受けいれる態度を表明した．しかし、党の主流を占めた徳田球一・志田重男ら所感派と、宮本顕治・志賀義雄等の国際派とは事実上の分裂状態になった。なおこの時点ではまだ日本共産党分裂にまでは至っていない。
同年のレッドパージが行われ徳田・野坂は団体等規正令の出頭命令を拒否して逮捕状が出た団規令事件に地下に潜行した後で、全党に諮る事なく、国内での指導を放棄し、所感派の主流メンバーは中華人民共和国へ渡航し（事実上亡命）、北京に日本共産党指導部（北京機関）を設置する。これ以降、日本共産党は分裂した。日本共産党主流派だった所感派が北京機関を置いた翌1951年（昭和26年）に開催された日本共産党第5回全国協議会（五全協）では、徳田らが起草した「日本共産党の当面の要求」（51年綱領）が提案された。そのまま採択され、日本共産党は戦後の米軍に対する解放軍規定・占領下日本における平和革命論を放棄して、「軍事方針」と呼ばれる武装闘争路線を採るようになった。
武装闘争は「軍事方針」に従い、「山村工作隊」「中核自衛隊」などの武装組織が建設され、日本国内で派出所襲撃、火炎瓶闘争など数々のテロを行った。これに対し、吉田茂内閣総理大臣時代の日本政府は1952年（昭和27年）に7月4日破壊活動防止法を制定。共産党は暴力革命路線で起こしたテロによって、前選挙まで多少あった日本世論の支持を失い、同年10月1日に投票された第25回衆議院議員総選挙では全員が落選。日本共産党の主流派として、軍事路線を指導した徳田は帰国することなく1953年（昭和28年）に病気で客死した（日本での徳田の死の公表は2年後の1955年）。

## 再統一と暴力革命路線反省
衆議院選挙で全員落選した日本共産党は暴力革命路線で起こした数々の事件で世論の支持を失ったことを自覚したため、所感派の野坂は1955年（昭和30年）に帰国して国際派の宮本と和解し、日本共産党第6回全国協議会（六全協）で、暴力闘争を「極左冒険主義」とし、「党が国内の政治情勢を評価するにあたって自分自身の力を過大評価し、敵を過小評価した」と暴力闘争に立ち上がる情勢判断の誤りを自己批判した。

### 宮本体制の確立
六全協後、党の実権を握った宮本は、党の再統一を優先するとして、六全協の方針に従うかぎり個々の党員の行為は不問とする方針を示した。これを受けて、暴力革命を支持してテロを行っていた所感派系党員も主流派となった宮本派に吸収されていった。同時に非合法闘争の記録は固く封印された。
その後、党内で力のある派閥が無くなったことで、宮本一強によるヘゲモニー（指揮権）が確立されるとともに反宮本派への小規模な粛清が繰り返され、宮本路線への反対者は順次党からはじき出されていった。あるものは離党し、あるものは除名を受けるなどして党を離れたが、これらの中には1960年代に暴力革命路線放棄に反発した新左翼から合流したものも一部いた。しかし、多くは暴力革命路線放棄に反発して、過激なテロや事件を起こし続けた。このため、新左翼を生んだ暴力革命路線をしていた日本共産党の責任を追及する声がある。また、六全協の決定に反発し党の再統一を拒んだグループもあり、大武礼一郎（日本共産党大阪府委員）らが結成した日本共産党（行動派）や、除名された福田正義らが1969年（昭和44年）11月に結成した日本共産党（左派）はその一例である。

## 派閥名の交錯
ここで不思議な交錯がある。所感派という派閥が形成された発端はコミンフォルム論文への反発を表明した「所感」論文であり、彼らは日本共産党の多数派を占めた。逆に、国際派という少数派はコミンフォルム論文に一部理解を示した事をもって「国際派」とされるのである。また、コミンフォルム論文は所感派筆頭の野坂を名指しで批判している。ところが直後に暴力革命論を支持する中国共産党もコミンフォルム同様に日本共産党の所感派を批判する論文を出すと、所感派は「国際派」には秘密に非正規の党指導グループを結成して、手回しよく日本共産党中央委員会を骨抜きにした。そして、所感派は中国に亡命してスターリンの指示を仰いで、当初は反発していたはずの暴力革命路線を日本共産党の路線だと決めて日本国内で数々のテロを起こした。逆に当初のソ連や中国による暴力革命路線命令への理解を示した 国際派の宮本顕治ら少数派は日本国内に留まった。
戦後共産党を研究する富田武成蹊大学法学部名誉教授は、1950-60年代にソ連のシベリア抑留で日本人返還に取り組んだ所感派に対して、国際派はソ連に忠実だったと述べている。元国際派が主流となった再統一後の日本共産党は1960年代前半には中国共産党寄りで、その後はイタリア共産党の構造改革論やソ連のフルシチョフの対米平和共存政策を批判するなどしていた 。冨田は暴力革命路線が主流だった時代を隠して、反主流派の行いだったとしている日本共産党について、「独善的で、指導部の無謬性を維持している点は根本的に反省してもらいたい」と批判している。